# Session Initiation Protocol
Session Initiation Protocol (SIP) (tiếng Việt: Giao thức Khởi tạo Phiên) là một giao thức truyền thông để truyền tín hiệu và điều khiển các phiên truyền thông đa phương tiện trong các ứng dụng điện thoại Internet cho các cuộc gọi điện thoại chỉ có tiếng nói hoặc có cả video, trong các hệ thống điện thoại IP tư nhân, cũng như trong các mạng nhắn tin qua mạng Internet Protocol (IP).
Giao thức định nghĩa phương pháp truyền thông SIP và định dạng cụ thể của các tin nhắn trao đổi cho sự hợp tác của những người tham gia trong các phiên đa phương tiện. Một cuộc gọi được thiết lập với SIP có thể bao gồm nhiều luồng truyền thông, nhưng không có yêu cầu nào trong tin nhắn văn bản, mà tải trọng được thực hiện trực tiếp trong tin nhắn SIP. SIP được thiết kế độc lập với giao thức của tầng giao vận nằm ở dưới và có thể được sử dụng với UDP, TCP và Stream Control Transmission Protocol (SCTP). Nó là một giao thức dựa trên văn bản, kết hợp nhiều yếu tố của HTTP và SMTP.
SIP hoạt động kết hợp với một số giao thức khác chỉ định và truyền tải phương tiện phiên họp. Loại phương tiện và dàn xếp tham số và thiết lập phương tiện được thực hiện với Session Description Protocol (Giao thức Mô tả Phiên,SDP), được truyền tải dưới dạng payload trong các tin nhắn SIP. Để truyền các luồng truyền thông (điện thoại, video) SIP thường sử dụng giao thức truyền tải thời gian thực (RTP) hoặc Giao thức truyền tải an toàn thời gian thực (SRTP). Để truyền an toàn các tin nhắn SIP qua các liên kết mạng không an toàn, giao thức có thể được mã hóa bằng TLS (Transport Layer Security).